# Dženifer Stoun
Dženifer Stoun (engl. Jennifer Stone) je američka glumica. Poznata po ulozi Harper, najbolje drugarice Aleks Ruso (Selena Gomez) u seriji Čarobnjaci sa Vejverli Plejsa.

## Spoljašnje veze
- Dženifer Stoun na sajtu  (jezik: engleski)